# 경찰복
경찰복(警察服)은 경찰공무원이 근무나 행사 시 착용하는 제복이다. 감찰, 대변인, 교통조사, 여성청소년, 수사, 정보, 보안 또는 외사에 관한 업무에 종사하는 경찰공무원과 그 밖에 경찰청장이 지정하는 경찰공무원은 근무 중 사복을 착용할 수 있다. 경찰복의 종류에는 정복, 근무복, 기동복, 점퍼, 파카, 외투, 임부복 등이 있다. 경찰복은 여름철에는 하복을 착용하고, 겨울철에는 동복을 착용한다. 다만, 하복 및 동복의 구별이 없는 복식은 그러하지 아니한다. 여름철은 5월 20일부터 9월 20일까지로 하고, 겨울철은 9월 21일부터 다음 해 5월 19일까지로 한다. 경찰복을 착용하여야 하는 경찰공무원이 부득이한 사유가 있는 경우, 소속 경찰기관장의 승인을 받아 일시적으로 사복 착용이 가능하다. 일한 종류의 경찰복을 착용하고 어깨에 계급장을 부착하여 직급을 나타낸다.